# Сонковић
Сонковић је насељено мјесто у Далмацији. Припада граду Скрадину, у Шибенско-книнској жупанији, Република Хрватска.

## Географија
Налази се 6 км сјеверозападно од Скрадина. Сонковићу припада издвојени заселак Прукљан, на сјеверној обали Прукљанског језера. У близини насеља пролази ауто-пут Загреб – Сплит.

## Историја
До територијалне реорганизације у Хрватској насеље се налазило у саставу бивше велике општине Шибеник. Сонковић се од распада Југославије до августа 1995. године налазио у Републици Српској Крајини.

## Становништво
Прије грађанског рата у Хрватској, Сонковић је био национално мјешовито село; према попису из 1991. године, Сонковић је имао 695 становника, од чега 360 Срба, 307 Хрвата, 2 Југословена и 26 осталих. Према попису становништва из 2001. године, Сонковић је имао 303 становника. Сонковић је према попису становништва из 2011. године имао 336 становника.
| Националност       | 1991. | 1981. | 1971. | 1961. |
| Срби               | 360   | 248   | 443   | 477   |
| Хрвати             | 307   | 354   | 443   | 459   |
| Југословени        | 2     | 143   | 7     |       |
| остали и непознато | 26    | 6     | 4     | 1     |
| Укупно             | 695   | 751   | 897   | 937   |

| Демографија | Демографија | Демографија |
| Година      | Становника  | Становника  |
| ----------- | ----------- | ----------- |
| 1961.       | 937         |             |
| 1971.       | 897         |             |
| 1981.       | 751         |             |
| 1991.       | 695         |             |
| 2001.       | 303         |             |
| 2011.       |             | 336         |

## Попис 1991.
На попису становништва 1991. године, насељено место Сонковић је имало 695 становника, следећег националног састава:
| Попис 1991.‍  | Попис 1991.‍  | Попис 1991.‍ | Попис 1991.‍ | Попис 1991.‍ |
| ------------ | ------------ | ----------- | ----------- | ----------- |
|              |              |             |             |             |
| Срби         | Срби         |             | 360         | 51,79%      |
| Хрвати       | Хрвати       |             | 307         | 44,17%      |
| Југословени  | Југословени  |             | 2           | 0,28%       |
| Чеси         | Чеси         |             | 1           | 0,14%       |
| неопредељени | неопредељени |             | 7           | 1,00%       |
| непознато    | непознато    |             | 18          | 2,58%       |
| укупно: 695  |              |             |             |             |

## Презимена
| - Бабић — Римокатолици - Бајић — Православци - Бакула — Православци - Вранић — Римокатолици - Губерина — Римокатолици - Дамјанић — Православци - Драговић — Православци - Ђилас — Православци - Јурић — Римокатолици - Картело — Римокатолици - Керан — Римокатолици - Корњача — Православци | - Ловрић — Римокатолици - Марић — Православци - Матић — Римокатолици и Православци - Његић — Православци - Палинић — Римокатолици - Рачуница — Православци - Рошко — Римокатолици - Свитлица — Православци - Сепер — Православци - Скочић — Православци - Сладић — Римокатолици |

## Знамените личности
- Боривој Боре Дамјанић, српски крајишки пјевач, пратећи вокал крајишког састава Јандрино јато.
- Дамир Дамјанић, српски крајишки пјевач, вођа и пратећи вокал крајишког састава Јандрино јато, бивши кошаркаш шампионске генерације Шибенке и кошаркашки тренер ЖКК Млади Крајишник.
- Радослав Раде Дамјанић, српски крајишки пјевач, пратећи вокал крајишког састава Јандрино јато.